# Prevala
Prevala (bulgariska: Превала) är ett distrikt i Bulgarien.   Det ligger i kommunen Obsjtina Tjiprovtsi och regionen Montana, i den västra delen av landet, 90 km norr om huvudstaden Sofia.
Omgivningarna runt Prevala är en mosaik av jordbruksmark och naturlig växtlighet. Runt Prevala är det glesbefolkat, med 17 invånare per kvadratkilometer.